# 김종현 (1959년)
김종현(1959년 10월 17일 ~ )은 LG에너지솔루션 대표이사 사장인 대한민국의 기업인이다. 

## 학력
- 서울 성남고등학교 졸업
- 성균관대학교 경제학과를 졸업
- 캐나다 맥길대학교 대학원 경영학 석사

## 경력
- LG화학 경영혁신담당 상무
- LG화학 고무/특수수지사업부장
- LG화학 소형전지사업부장
- LG화학 자동차전지사업부장
- LG화학 전지사업본부장

## 참고 자료
- 김종현 비즈니스포스트 인물검색